# NSファーファ・ジャパン
NSファーファ・ジャパン株式会社（エヌ・エス・ファーファ・ジャパン - 、英称：NS FaFa Japan Co., Ltd.）は、東京都中央区に本社を置く洗剤、石鹸の製造販売をおこなう企業である。
本社名の「NS」は、旧社名であるニッサン石鹸（Nissan Soap）から由来しており、そこに主力ブランドである「ファーファ」を冠している。

## 概要

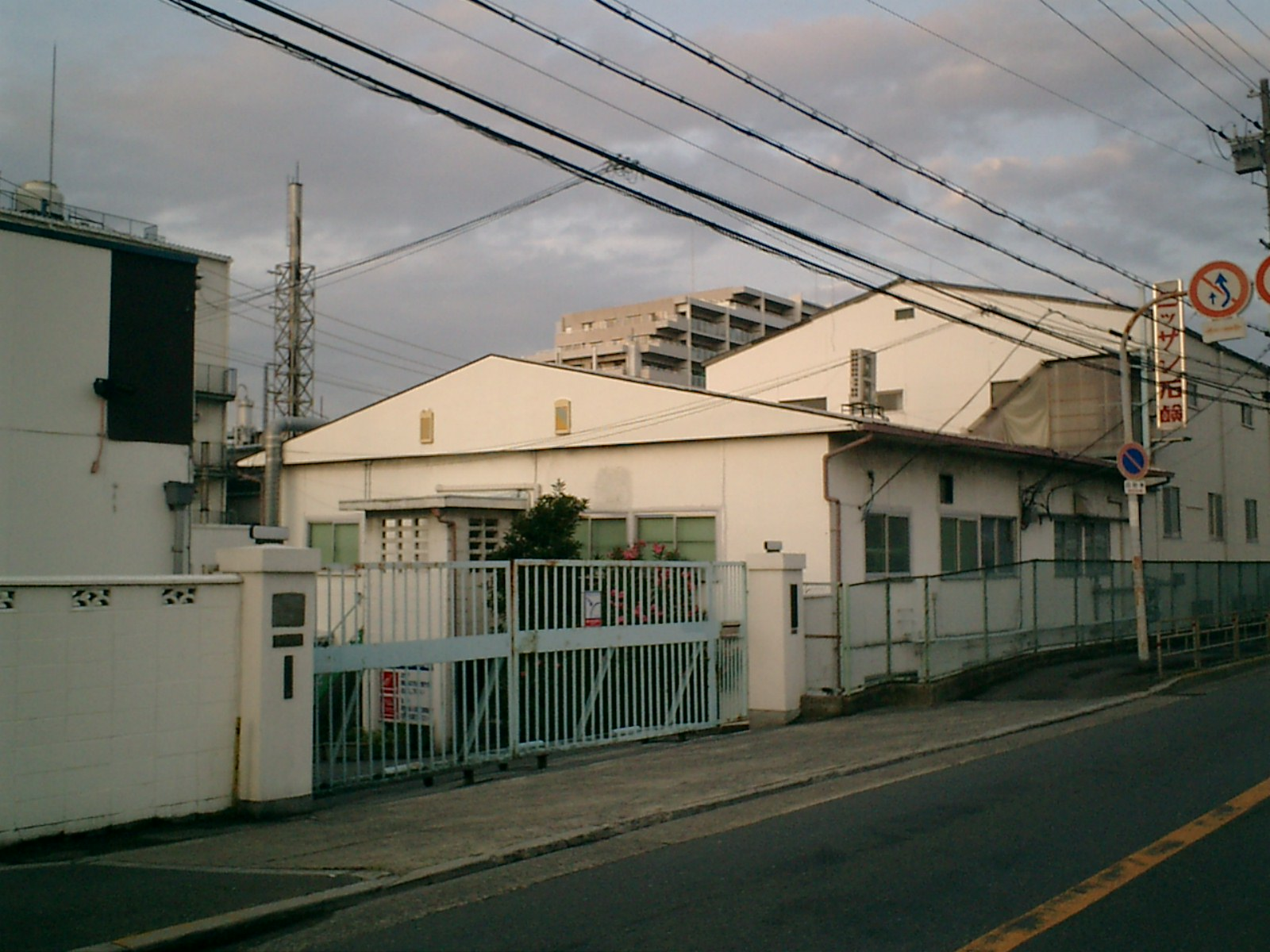
旧ニッサン石鹸大阪本社工場（大阪市鶴見区横堤2丁目）

東京に本社を置き（営業本部・支店併設）、現在は大阪に支社、兵庫県加東市と茨城県神栖市にそれぞれ工場を持つ。2012年（平成24年）まで同社は旧日産コンツェルン系企業が再結集した日産・日立グループ（春光グループ）の日立グループに属する日油（旧・日本油脂）のグループ会社の一社であった。
2006年（平成18年）12月にユニリーバが事業撤退を表明した柔軟剤「ファーファ」ブランドを譲受した。なお、マスコットキャラクターのテディベア「スナッグル」に対するライセンス料は同社が支払っている。

## 会社の歴史

### ニッサン石鹸
1937年（昭和12年）創業。社名の“ニッサン”は日産コンツェルングループに由来する。洗剤としては、1968年（昭和43年）に初めて酵素の入った洗剤「バリ」を発売したのを皮切りに「ラブ」や柔軟剤の「ソフター」といった廉価品のほか、消臭成分を配合した「デオテクト」、UV予防効果を入れた洗剤、作業着専用洗剤などニッチ市場の付加価値商品も多く、大手企業とは一線を画した商品ラインナップを持ち、洗剤の他は石鹸やボディソープ、ハンドソープ、オーラル用の洗口液などを製造しており、大手企業のOEMやスーパー・ホームセンター等のプライベートブランド製品も手掛けた。
1974年（昭和49年）11月に「ニッサン石鹸株式会社」設立。
1995年（平成7年）には、俳優や司会者として活躍した児玉清をナレーターに起用したテレビCMを放送。そのCMに当時の役員3人が出演し、役員の一人が言うセリフ「広告するのをころっと忘れてました」は語り草である（舞台は徐行中の軽トラック荷台、同社ロゴを表記した横断幕を掲げ、役員らはスーツにエプロン姿だった）。CMでは児玉によるナレーションで「誠実一筋、清潔一筋」と宣伝されていた。また当時『パネルクイズ アタック25』（ABC）の番組スポンサーもつとめていた。
2007年（平成19年）6月に本店を大阪市鶴見区横堤2丁目（旧大阪本社工場）から東京都墨田区菊川3丁目に移転させる。
2007年（平成19年）10月に大阪府東大阪市に大阪本社を移転。翌年2008年（平成20年）1月で大阪本社工場を売却し、創業の地である大阪市鶴見区横堤2丁目を完全に離れる。背景には住宅街化したことがある。なお、商品の問い合わせなどの、お客様相談室は引き続き大阪に置いていた。

### NSファーファ・ジャパン
2011年（平成23年）9月1日付で、社名をこれまでの「ニッサン石鹸」から、「ファーファ」ブランドを冠した「NSファーファ・ジャパン株式会社」に変更した。
2012年（平成24年）1月19日、エステー、フマキラーとの3社間で資本業務提携を行うことで合意した。
2012年（平成24年）3月、東大阪市の大阪支社を売却した。それに伴い、大阪支社に拠点のあった、西日本営業部門は吹田市へ、研究開発部門は各工場へと移転した。
2014年（平成26年）3月及び5月に、各月2週間ずつ「ファーファ・デオテクト」のTVCM（「主婦」篇＆「OL」篇）を放送した。なお、このCMは社名変更後初CMであり、またファーファブランドの同社への譲受後初の「ファーファ」のTVCMである。
2015年（平成27年）、企業ホームページを、これまでの「キャラを押したポップなもの」から「スタイリッシュなもの」へと変更した。
2015年（平成27年）、商品開発の取り組みとして、facebook等のSNSを利用して、吸い上げた消費者の意見を基に製品開発を行なう「ファーファのものづくり部」と、シーズ製品をオンラインショップより数量限定で試販し、購入者の意見を聴取して改良していくという「ファーファのけんきゅう部」を開始した。
2019年8月5日、東京本社を東京都中央区新川に移転。

## 事業所
- 東京本社：〒104-0033 東京都中央区新川1-24-1 DAIHO ANNEX4F
  - 東日本営業部、特販営業部、営業本部、商品開発部、マーケティング部、総務部、経理部、生産管理部、業務部、購買部、お客様相談室
- 西日本サポートセンター：〒541-0054 大阪府大阪市中央区南本町4-2-21 イヨビルディング8F
- R&Dセンター：〒455-0812 愛知県名古屋市港区善北町1番地
- 工場：兵庫工場（兵庫県加東市）、関東工場（茨城県神栖市）
  - ISO認証 - 14001：兵庫・関東/9001：関東

## 主な製品

### 現在発売されている製品

#### オリジナル製品
- ファーファシリーズ
- WORKERSシリーズ（作業着専用洗いシリーズ）
- make a new habit! マウスウォッシュシリーズ（洗口液）
- UVカット洗剤
- おまかせドライ（ドライマーク衣料用液体洗剤）
- トレハリッシモシリーズ（台所用洗剤・ハンドソープ）

など

#### 業務用製品
- 無りんクリーニング洗剤（衣料用）
- セブンK（台所用合成洗剤）
- 多目的洗剤レインボー（マルチクリーナー）

など

### ニッサン石鹸時代の製品
- ニッサン化粧石鹸
- 徳用白大石鹸（パッケージには赤文字で「ニッサン」と表記されていたが社名変更に伴い「シロダイ」に変更、生産終了していたが、復活している。（お客さまからのお声で復刻とHPに記載してある）
- 強力パワーマルセル石鹸
- ニッサンクリームクレンザー
- ラブシリーズ
- ソフター
- デオテクト
- 潤い環
- ナチュラルモコウォッシュシリーズ
- トレハリッシモ

など

## 広告活動
ニッサン石鹸時代は「UVカット洗剤」や前述自社のTVCMが中心だったが、現在は広告活動を休止している（2014年春にテレビ局と時期を限定して「デオテクト」のTVCMを行なった）。

なお2000年代末期まで放送していた「ファーファ」のTVCMは同社のものではなく、「ユニリーバ」のものである。
提供番組（いずれも過去）
※は現在も番組自体継続中。
- パネルクイズ アタック25（朝日放送制作、テレビ朝日系）
- 土曜ワイド劇場（テレビ朝日系）
- スーパーモーニング（テレビ朝日系）
- 情報ライブ ミヤネ屋（読売テレビ制作、日本テレビ系）※[8]

## その他
- 昭和30年代を舞台とした映画『ALWAYS 三丁目の夕日』シリーズでは、劇中にて「茶川商店」[9]の向かいの荒物屋の店先にニッサン石鹸の幟が立っているのが確認できる。
- 2011年6月には、三洋電機[10]の充電式電池eneloopのマスコットキャラクター「エネルーピー」とファーファによる節電をテーマにしたコラボレーション企画が行われた[11]。また11月14日からは、ファーファとエネルーピー、JR西日本のイコちゃんのコラボによる企画「あったかさみっと」も行われている[12]。
- 2012年には、「ファーファトリップ」のキャンペーンとしてソムリエ「田崎真也」を招いて、「ファーファと田崎真也と一緒に『ファーファトリップ』の香りを楽しむParty」を開催している。また、同時に踊り手の「めろちん」やファーファのパロディ動画を投稿していた「桃箱」と共に動画でのキャンペーンも行なっている。